# Étienne Pascal
Étienne Pascal (Clermont-Ferrand, 2 maggio 1588 – Parigi, 24 settembre 1651) è stato un magistrato e matematico francese, padre del filosofo Blaise Pascal.

## Biografia
Fu presidente della Cour des Aides a Clermont-Ferrand fino al 1631. Dopo un periodo di vita privata a Parigi, ebbe la carica di sovrintendente delle finanze a Rouen dal 1639 al 1648.
Persona molto colta, in campo matematico legò il suo nome a una curva particolare, detta Lumaca di Pascal (originariamente studiata da Albrecht Dürer nel suo lavoro Underweysung der Messung, ossia "Istruzione sulla misurazione", del 1525), da lui analizzata in relazione al problema classico della trisezione dell'angolo.
Nel 1626, dopo la morte della moglie Antoinette Begon, da cui ebbe tre figli (Blaise, Jacqueline e Gilberte), Étienne assunse in casa una cameriera, Louise Default ma volle assumersi lui direttamente l'educazione dei figli.
Nel 1635 fu presidente di una commissione convocata dal Cardinale Richelieu per decidere la validità del metodo di Jean-Baptiste Morin per determinare la longitudine sulla base dei movimenti lunari. Membri della commissione con lui ci furono Daniel Hay du Chastelet, Claude Mydorge e Jean Boulenger.
Nel gennaio del 1646, Étienne si ruppe una gamba scivolando sulla strada ghiacciata. Furono subito chiamati i Deschamps, due fratelli chirurghi, che si trasferirono in casa Pascal per prendersi cura di lui. I fratelli, seguaci di Saint-Cyran, uno dei fondatori del movimento giansenista e padre spirituale del monastero di Port-Royal des Champs, nei pressi di Versailles, convertirono Étienne al giansenismo.